# Кеннер (Луїзіана)
Кеннер (англ. Kenner) — місто (англ. city) в США, в окрузі Джефферсон штату Луїзіана. Населення — 66 448 осіб (2020).

## Географія
Кеннер розташований за координатами 30°0′37″ пн. ш. 90°15′17″ зх. д. / 30.01028° пн. ш. 90.25472° зх. д. (30.010227, -90.254820).  За даними Бюро перепису населення США в 2010 році місто мало площу 38,88 км², з яких 38,51 км² — суходіл та 0,37 км² — водойми.

## Демографія
Згідно з переписом 2010 року, у місті мешкали 66 702 особи в 24 844 домогосподарствах у складі 17 017 родин. Густота населення становила 1716 осіб/км².  Було 28076 помешкань (722/км²).
Расовий склад населення:
| - 61,6 % — білих - 24,0 % — чорних або афроамериканців - 3,7 % — азіатів - 0,4 % — корінних американців - 7,7 % — осіб інших рас |

До двох чи більше рас належало 2,6 %. Частка іспаномовних становила 22,4 % від усіх жителів.
За віковим діапазоном населення розподілялося таким чином: 23,0 % — особи молодші 18 років, 64,5 % — особи у віці 18—64 років, 12,5 % — особи у віці 65 років та старші. Медіана віку мешканця становила 37,4 року. На 100 осіб жіночої статі у місті припадало 95,4 чоловіків;  на 100 жінок у віці від 18 років та старших — 92,7 чоловіків також старших 18 років.
Середній дохід на одне домашнє господарство  становив 66 945 доларів США (медіана — 47 527), а середній дохід на одну сім'ю — 81 208 доларів (медіана — 62 204). Медіана доходів становила 41 408 доларів для чоловіків та 31 634 долари для жінок. За межею бідності перебувало 15,5 % осіб, у тому числі 26,3 % дітей у віці до 18 років та 9,7 % осіб у віці 65 років та старших.
Цивільне працевлаштоване населення становило 32 440 осіб. Основні галузі зайнятості: освіта, охорона здоров'я та соціальна допомога — 17,9 %, мистецтво, розваги та відпочинок — 14,4 %, роздрібна торгівля — 13,7 %.